# George Pullicino
Pour les articles homonymes, voir Pullicino.
George Pullicino (né le 12 mai 1964 à Sliema) est un homme politique maltais. 
Il est ministre des Ressources et des Affaires rurales de 2003 à 2013.